# Ligne d'Argentan à Granville
La ligne d'Argentan à Granville est une ligne du réseau ferré national français à écartement standard non électrifiée. Elle est empruntée par les trains de la relation de Paris à Granville.
Elle constitue la ligne no 405 000 du réseau ferré national.

## Histoire
Cette liaison a été mise en service en plusieurs étapes :
| Date d'ouverture  | Destinations     | Observations                                    |
| ----------------- | ---------------- | ----------------------------------------------- |
| 2 juillet 1866    | Argentan à Flers | Embranchement de la ligne du Mans à Mézidon     |
| 16 septembre 1867 | Flers à Vire     |                                                 |
| 3 juillet 1870    | Vire à Granville | Section finale de la ligne de Paris à Granville |

Les 2 février et 6 avril 1855 est signée une convention entre le ministre des Travaux publics et les compagnies des chemins de fer de Paris à Saint-Germain, de Paris à Rouen, de Rouen au Havre, de l'Ouest, de Paris à Caen et à Cherbourg. Cette convention organise la fusion de ces compagnies au sein de la Compagnie des chemins de fer de l'Ouest. En outre elle concède à titre définitif à la compagnie une ligne « d'Argentan à Granville » qui constitue un embranchement de la ligne du Mans à Mézidon. Cette convention est approuvée par décret impérial le 7 avril 1855.
Le projet d'exécution de la ligne est approuvé en 1861 ; elle est ouverte en trois étapes : d'Argentan à Flers en 1866, de Flers à Vire en 1867, puis de Vire à Granville en 1870. Cette ligne assure le prolongement de la ligne de Saint-Cyr à Surdon et présente l'intérêt de desservir le port de Granville depuis Paris, permettant au passage une liaison directe entre la capitale et les départements agricoles du Calvados, de l'Orne et de la Manche. 
Long de quarante-trois kilomètres, le premier tronçon connecte Argentan à Flers. Il se détache de la ligne du Mans à Mézidon à trois kilomètres d'Argentan et se dirige vers l'Ouest. La voie se prolonge sur deux kilomètres après la station, jusqu'à la bifurcation de l'embranchement de Caen, réalisé par l'État. Les terrassements et la construction des ouvrages d'art se déroulent en 1863 et 1864. Ils s'achèvent à la fin de 1864, pour une dépense de six millions et demi de francs. Ouvert le 2 juillet 1866, le nouveau tronçon permet de relier Argentan et Flers en une heure trente-cinq minutes et à trois heures de la ligne de Paris à Cherbourg par l'embranchement de Mézidon. La ville de Flers connaît une expansion économique et démographique, grâce au textile.
Le deuxième tronçon, long de vingt-neuf kilomètres, relie Flers à Vire. Les travaux se déroulent de 1865 à 1867, la plateforme étant achevée fin 1866. Le 16 septembre 1867, la ligne est mise en service. Elle met Vire à deux heures trente minutes d'Argentan ; la gare de Paris-Montparnasse est atteinte en huit heures dix minutes par la ligne de Saint-Cyr à Surdon, après un trajet de 271 kilomètres, avec arrêt dans pas moins de trente-trois stations intermédiaires. Quatre trains quotidiens relient les deux villes.
Le développement rapide du trafic le long des soixante-douze kilomètres d'Argentan à Vire impose des travaux d'adaptation, avec en particulier l'établissement d'un quai à bestiaux à Briouze, d'un hangar à marchandises à Messei, d'un quai et de voies spéciales à Écouché, pour le service des fours à chaux. Un embranchement local de Briouze à La Ferté-Macé est mis en service en décembre 1869 pour permettre la desserte de la station de Bagnoles-de-l'Orne. 
Le troisième et dernier tronçon, long de cinquante-sept kilomètres de Vire à Granville, est réalisé de 1867 à 1870. Les travaux sont engagés en 1867 sur les vingt kilomètres de la traversée du Calvados, puis l'année suivante dans la Manche. Le tronçon est mis en service le 3 juillet 1870, juste à temps pour la saison des bains, en pleine expansion. Elle permet de relier Paris et Granville par un parcours de 328 kilomètres, parcouru en onze heures et vingt minutes en moyenne, avec arrêt dans quarante gares intermédiaires. Des trains plus directs, desservant dix-huit arrêts, permettent de réaliser le trajet en sept heures quarante minutes.
Mais le déclenchement de la guerre franco-prussienne de 1870 perturbe rapidement la liaison : dès le 18 septembre, les trains au départ de Granville ne dépassent plus Dreux, puis Nonancourt le 21, et Argentan, le 12 janvier 1871. Les circulations reprennent progressivement, et, en 1878, la Compagnie de l'Ouest met en route des « trains de plaisir » entre Paris et Granville. 
C'est le train express no 56 desservant cette ligne qui, le 22 octobre 1895, est à l'origine d'un des accidents ferroviaires les plus spectaculaires de l'histoire des chemins de fer français.

## Caractéristiques

### Tracé et profil

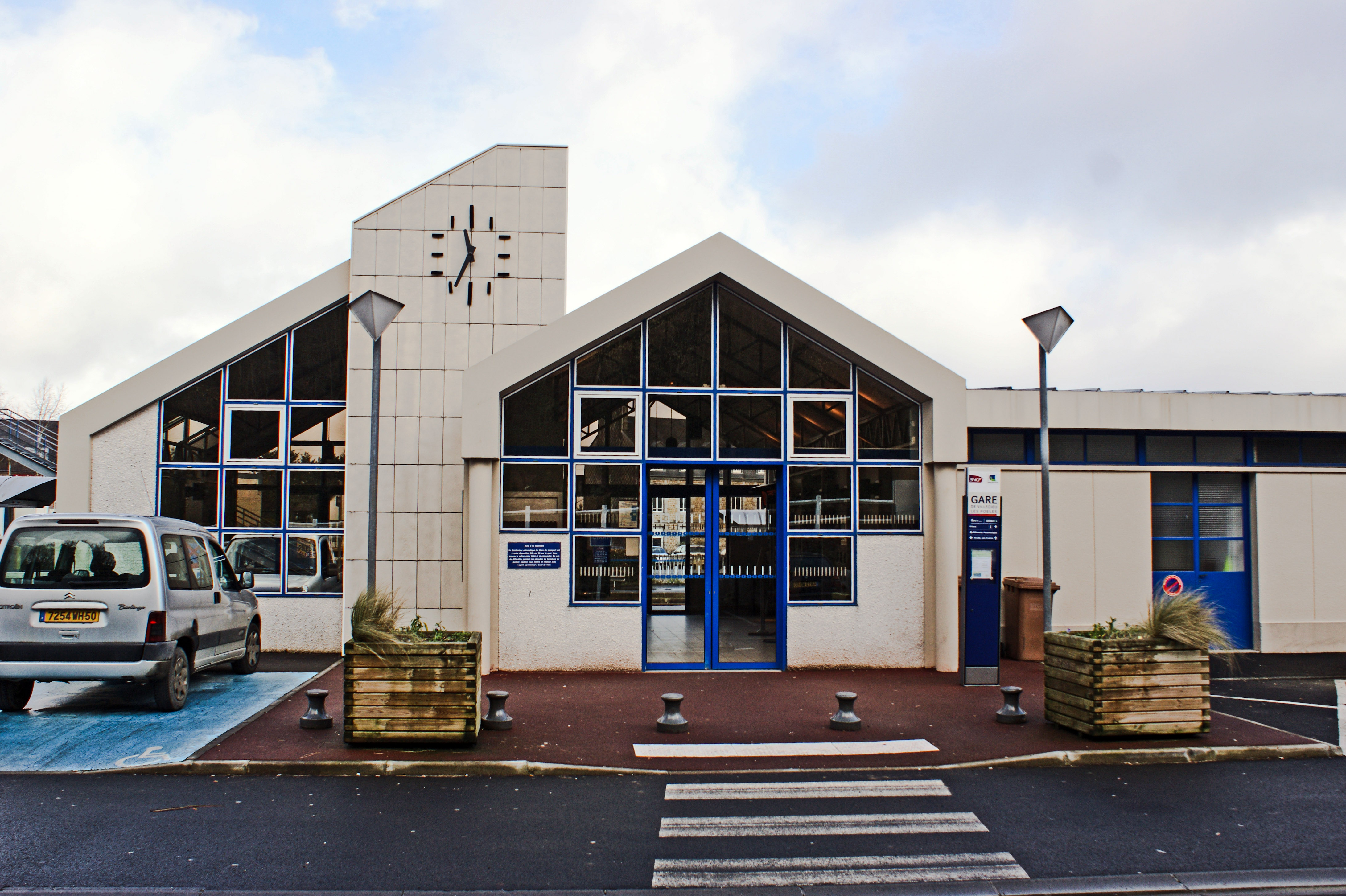
La gare de Villedieu-les-Poêles.

Le tracé est établi d'abord en plaine, avant d'atteindre les crêtes granitiques du massif armoricain et les collines d'Écouves, contournées par le nord. Il coupe par ailleurs des vallées, parfois encaissées, comme celles de l'Orne, de la Vire et de leurs affluents. Ces accidents de terrain confèrent un profil en dents de scie à la ligne, avec des déclivités de 10 à 12 mm/m.
Le tronçon d'Argentan à Flers coupe de nombreux cours d'eau avant d'atteindre Flers. Le tronçon de Flers à Vire traverse le bocage normand et contourne les alignements de collines par un tracé sinueux, franchisant de nombreux cours d'eau se dirigeant vers l'Orne ou la Vire. Le tronçon de Vire à Granville est établi sur des coteaux qui imposent de volumineux terrassements, mais les ouvrages d'art sont en revanche peu nombreux.

### Vitesses limites
Les vitesses limites de la ligne en 2011 pour les trains V 160, en sens impair, sur les voies directes d'Argentan à Granville, sont indiquées dans le tableau ci-dessous, étant précisé que certaines catégories de trains comme les trains de marchandises, possèdent généralement des limites plus faibles.
| De                           | À                            | Limite |
| ---------------------------- | ---------------------------- | ------ |
| Argentan (Km 0)              | Km 3,6                       | 140    |
| Km 3,6                       | Km 18,6                      | 150    |
| Km 18,6                      | Km 38,3                      | 160    |
| Km 38,3                      | Montsecret - Vassy (Km 56,8) | 150    |
| Montsecret - Vassy (Km 56,8) | Folligny (Km 116,3)          | 140    |
| Folligny (Km 116,3)          | Km 124,4                     | 160    |
| Km 124,4                     | Granville (Km 130,7)         | 140    |

### Équipement
À l'occasion des travaux de modernisation intervenus entre 1994 et 1999, la ligne a été mise à une seule voie banalisée par mesure d'économie, mais également pour permettre un relèvement de la vitesse autorisée. En matière de signalisation, la liaison est équipée du block automatique à permissivité restreinte (BAPR) à compteurs d'essieux entre Argentan et Granville. 
La ligne est à double voie entre Argentan et la bifurcation de Sainte-Anne, à une seule voie banalisée de la bifurcation de Saint-Anne à Saint-Hilaire de Briouze, de Flers à Viessoix ainsi que de Saint-Martin de Tallevende à Folligny. La ligne est à deux voies banalisées entre Saint-Hilaire de Briouze à Flers, de Viessoix à Saint-Martin de Tallevende ainsi que de Folligny à Granville. Depuis le 27 mars 2011 la section entre Folligny (gare de correspondance avec la ligne de Lison à Lamballe sur l'axe Caen – Rennes) et Granville est mise à deux voies banalisées et un raccordement (le raccordement de Folligny-Ouest) a été créé afin que les trains en provenance de Coutances puissent aller directement à Granville.

## Desserte
Ci-dessous sont listées les gares desservies régulièrement, les services qui les desservent.
| Gare                 | Département   | Localisation                       | km  | Services                                                  |
| Argentan             | Orne (61)     | 48° 44′ 18″ nord, 0° 01′ 31″ ouest | 0   | Intercités Normandie, TER Pays de la Loire, TER Normandie |
| Écouché              | Orne (61)     | 48° 42′ 54″ nord, 0° 07′ 15″ ouest | 10  | TER Normandie                                             |
| Briouze              | Orne (61)     | 48° 42′ 07″ nord, 0° 22′ 05″ ouest | 29  | Intercités Normandie, TER Normandie                       |
| Flers                | Orne (61)     | 48° 44′ 41″ nord, 0° 34′ 23″ ouest | 45  | Intercités Normandie, TER Normandie                       |
| Vire                 | Calvados (14) | 48° 50′ 47″ nord, 0° 52′ 58″ ouest | 74  | Intercités Normandie, TER Normandie                       |
| Saint-Sever          | Calvados (14) | 48° 50′ 37″ nord, 1° 03′ 06″ ouest | 88  | TER Normandie                                             |
| Villedieu-les-Poêles | Manche (50)   | 48° 50′ 03″ nord, 1° 13′ 32″ ouest | 101 | Intercités Normandie, TER Normandie                       |
| Folligny             | Manche (50)   | 48° 49′ 48″ nord, 1° 24′ 26″ ouest | 116 | Intercités Normandie, TER Bretagne, TER Normandie         |
| Granville            | Manche (50)   | 48° 50′ 18″ nord, 1° 35′ 15″ ouest | 130 | Intercités Normandie, TER Bretagne, TER Normandie         |

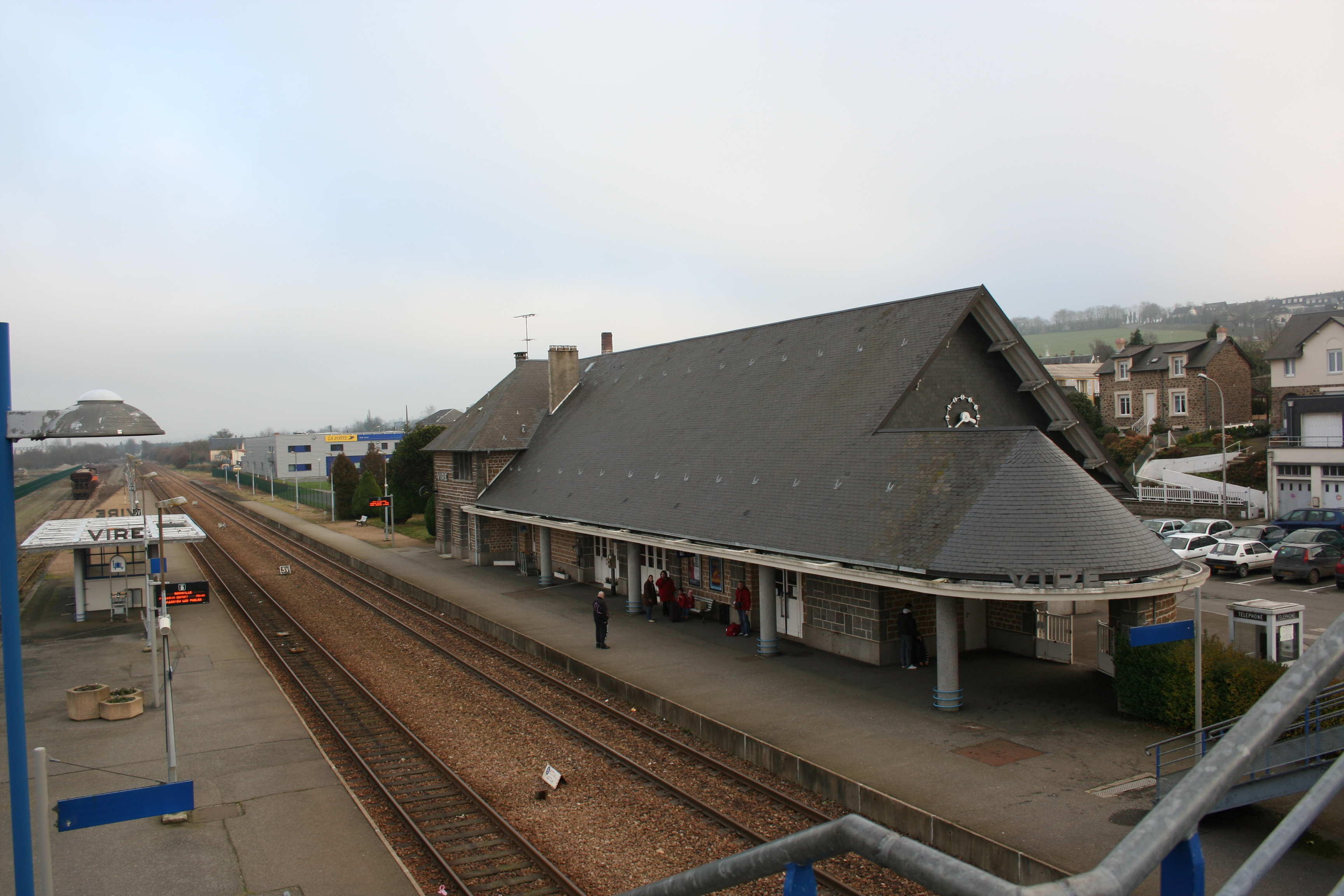
La gare de Vire.

À la suite de la mise sur route du trafic TER, la majorité des gares énumérées dans le schéma de ligne ne sont plus desservies par des trains de voyageurs en service normal. Les gares ci-dessous ne sont plus desservies par des trains mais peuvent être desservies par des autocars TER ou bien par un service de transport à la demande.
- Fromentel
- Bellou-en-Houlme
- Messei
- Cerisi-Belle-Étoile
- Montsecret - Vassy
- Bernières-le-Patry
- Viessoix
- Mesnil-Clinchamps
- Saint-Aubin
- Saint-Planchers